# Мовлазаде, Мухаммед Гасан
Мухаммед Гасан Мовлазаде (азерб. Mövlazadə Məhəmməd Həsən İsmayıl oğlu Şəkuvi, перс. محمد مولازاده حسن اسماعیل اوغلۇ شکوی) — религиозный деятель, улем и 6-й шейх аль-ислам Кавказа и первый учёный, переведший Коран на азербайджанский язык и давший подробные комментарии и толкования.

## Биография
Мухаммад Гасан родился в 1854 году в Шеки. Первое религиозное образование он получил в Шекинском медресе, которое впоследствии продолжил в Гянджинском медресе, после окончания которого несколько лет служил муллой в Джума-мечети в Гяндже. Позже он решил продолжить свое образование и с этой целью отправился в Ирак, где получил степень в области религиоведения.
В 1891 году он вернулся на Кавказ и совместно напечатал григорианский календарь и календарь хиджры на персидском языке. В 1893 году он начал преподавать законы шариата в «мусульманской религиозной школе», расположенной в Тбилиси. Позже он работал кадием в Джебраиле, Гяндже, Тбилиси и Кутаиси.
Хаджи Мухаммед Гасан, получивший чин ахунда, некоторое время был кадием, а с 1907 года — заместителем шейх аль-ислама а уже в 1908 году сам был избран им. Правительство Советского Союза, созданное после Октябрьской революции 1917 года, отстранило Мухаммед Гасана от религиозных дел, а некоторые его рукописи были сожжены.
Умер в 1932 году в Тбилиси и похоронен на мусульманском кладбище.